# Pseudopanthera syriacata
Pseudopanthera syriacata là một loài bướm đêm trong họ Geometridae.